# Iris West
Iris West, nome completo Iris Ann West-Allen, è un personaggio dei fumetti statunitensi pubblicati da DC Comics. È la moglie del primo Flash, Barry Allen, sorella del secondo Flash, Wally West, madre della terza Flash, Nora Allen, e madre del quarto Flash, Bart Allen. Iris Allen comparve per la prima volta in Showcase n. 4 (settembre-ottobre 1956).

## Biografia del personaggio

### Prima versione
Nella prima versione del personaggio, Iris era una reporter per la Picture News, con ubicazione a Central City, e la fidanzata del ritardatario cronico Barry Allen. Col tempo, non solo scoprì che Barry era il secondo Flash, ma che addirittura suo nipote Wally ne era la spalla, Kid Flash. In Flash n. 165 (novembre 1966) sposò Barry, scoprendo proprio quella notte che Barry era Flash (lo scoprì perché Barry parlava nel sonno). Durante quel periodo, la coppia scoprì che Iris era nata nel XXX secolo (ca. nel 2945), e che fu mandata indietro nel tempo (cioè nel nostro presente) poco prima che la Terra-Est attaccasse la Terra-Ovest, quando Central City era una città indipendente. Dopo anni di prominente presenza nella vita di Flash e di Central City, Iris venne uccisa dal Professor Zoom durante una festa in costume. Zoom fece vibrare la sua mano nella testa di Iris, e la solidificò abbastanza da ucciderla. Arrabbiato per la morte di Iris, Barry uccise Zoom spezzandogli il collo, per sostenere poi un processo per omicidio volontario.
Iris non rimase morta a lungo. Come per i suoi genitori biologici, i Russells (con l'aiuto di un Flash del futuro, John Fox), inviò la neonata Iris nel passato, dove fu adottata da Ira West, e la sua "morte" causò un paradosso che venne risolto dopo che i Russells misero la sua coscienza in un nuovo corpo. Barry fu riunito ad Iris nel XXX secolo, e riuscirono a passare un mese insieme. Tuttavia, la coppia sapeva che se Barry fosse ritornato al passato, sarebbe morto nella Crisi sulle Terre infinite. Durante il loro tempo insieme, ebbero i Gemelli Tornado, Don e Dawn. Don sposò la discendente del Professor Zoom, Meloni Thawne, sperando di mettere una fine alla faida che intratteneva le due famiglie di velocisti da secoli. Ebbero un figlio, Bart, i cui poteri si manifestarono fin dalla più tenera età, ma che lo fecero invecchiare precocemente. Tragicamente, Don e Dawn morirono salvando la Terra del XXX secolo dall'invasione dei Dominatori. Iris portò Bart nel passato dove cercò un aiuto per suo nipote (in quel periodo, Wally era appena diventato il nuovo Flash). Non appena si trovò un modo per decelerare il suo invecchiamento, a Bart fu dato il soprannome di Impulso. Non si sa molto di Iris dopo questi fatti, ma si sa che si prese cura del figlio orfano del Mago del Tempo. Successivamente, Wally soprannominò sua figlia Iris in onore di sua zia.

### Un anno dopo
Una misteriosa figura incappucciata chiese l'aiuto di Zoom perché attaccasse Bart mentre si confrontava con Capitan Cold, per poi rivelare di essere Iris. Il suo piano, in qualche modo, era di mettere suo nipote, che nel frattempo aveva assunto l'identità di Flash, fuori combattimento per una settimana per proteggerlo da un futuro che lei voleva cambiare. Sfortunatamente, un Bart indebolito fu ucciso dai Nemici, grazie ad un piano elaborato del suo fratello "clone" Inertia.
In Final Crisis: Rouges' Revenge n. 1, si vede Iris guardare in lacrime le foto di Barry, quando una voce lontana improvvisamente la chiama. Barry ritornò in vita in DC Universe n. 0 e in Crisi Finale n. 2. In Crisi Finale n. 4, Iris fu mostrata dopo essere stata corrotta dall'Equazione dell'Anti-vita, e fu liberata quando Barry la baciò e la ricoprì con la Forza della velocità. Iris cominciò a piangere alla vista di Barry, che la rassicurò affermando che tutto sarebbe andato bene.
Dopo il ritorno di suo marito, Iris fu mostrata mentre tornava ad una vita normale con l'intera Flash Family. Ancora raggiante per il ritorno di Barry, non trovò molto tempo per stare con lui, dato che Barry era ancora mentalmente ferito dalla sua prova mortale e rifiutava fermamente di fermarsi e godersi anche un solo momento di vita normale.

## Altri media

### Cinema
- Nel film animato del 2008 Justice League: The New Frontier, Iris Allen, doppiata originalmente da Vicki Lewis, è rappresentata come la moglie di Barry Allen.
- Nel DC Extended Universe, Kiersey Clemons interpreterebbe nel film Justice League (2017), ma le sue scene sono state tagliate durante il montaggio del film. Compare quindi nella versione del regista Zack Snyder's Justice League (2021) e nella pellicola The Flash (2023).

### Letteratura
- Nel romanzo della Justice League Flash: Sto Motion di Mark Shultz, Iris West e il suo defunto marito, Barry Allen, crescono Wally West dopo che i suoi genitori muiono. Da adulto, Wally deve difenderla da una creatura di nome Superluminoid che ha la capacità viaggiare a una velocità superiore a quella della luce. Wally scopre che sia lui che Iris possiedono il metagene che gli conferisce i superpoteri quando un fulmine lo colpisce nel laboratorio. Il romanzo racconta inoltre che il metagene di Iris non si mette mai in moto da solo e non mostra nessun potere, anche se il suo potenziale si manifesta nelle giuste circostanze.

### Televisione

Iris West nella serie televisiva The Flash

- Nella serie televisiva Flash (1990–91), Irish Flash è stata interpretata dall'attrice Paula Marshall. Qui, è la fidanzata di Barry Allen, come nei fumetti, però i due si lasciano e non si sposano.
- Nella serie televisiva The Flash (2014–23), trasmessa da The CW, Iris West, dove viene interpretata Candice Patton e doppiata in italiano da Valentina Favazza, è uno dei personaggi principali. Iris e Barry sono cresciuti insieme, dato che suo padre si è fatto carico del futuro supereroe dopo la morte della madre e l'ingiusto arresto del padre. Iris è una giornalista, vuole diventare un poliziotto come suo padre Joe, un detective del dipartimento di polizia di Central City, ma Joe, che è iperprotettivo nei suoi confronti, le impedisce di farlo. Iris e Barry sono amici da una vita, anche se segretamente sono innamorati l'uno dell'altra. Quando Barry diventerà l'eroe Flash, sarà Iris la prima a dipingerlo come un supereroe. Inizialmente ne ignora la vera identità, ma verso il finale della prima stagione scopre che Barry e il velocista scarlatto sono la stessa persona. Il personaggio torna in altre serie dell'Arrowverse: Arrow, Supergirl, Legends of Tomorrow e Batwoman.